# Langøya (Vesterålen)
68°46′59″N 15°2′14″Ø / 68.78306°N 15.03722°Ø
 For alternative betydninger, se Langøya. (Se også artikler, som begynder med Langøya)
Langøya i Nordland er Norges tredje største ø, med et areal på 850,2 km² og 15.791 indbyggere (2016) . Øen er en del af Vesterålen. Hele Bø kommune, og dele af Øksnes, Sortland og Hadsel kommuner ligger her.
Højeste bjerg på Langøya er Snykolla i Øksnes, på 763 moh. Et andet, også kendt bjerg på øen er Ræka på 607 moh.
Langøya er knyttet til Hinnøya i øst med Sortlandsbroen over Sortlandssundet. Langøya er knyttet til Hadseløya i syd med Hadselbroen over Langøysundet til Børøya og Børøybroen derfra til Stokmarknes på Hadseløya.

## Øens bygder
- Sortland med ca. 5.345 indbyggere har vokset sig større siden 2. verdenskrig.  Sortland er både kommune og regionscenter for Vesterålen. Sortland profileres som «Den blå by ved sundet» efter et initiativ om at male alle bygninger i forskellige blålige nuancer. Sortland har mange butikker, og har flere centrale indkøbecentre. Der er en videregående skole, og i 2014 åbnede kulturhuset, "Kulturfabrikken", med blandt andet bibliotek, kino, konferencecenter og Sortland Museum. Sortland har  hurtigruteanløb.
- Myre med ca. 2100 indbyggere ligger på nordvestlige side af Langøya, øst for Prestfjorden.  Bygden er administrationscenteret i Øksnes kommune. Der  er fiskerihavn, fiskeopdræt og værkstedsindustri. Myre har også videregående skole, som er en filial af Sortland videregående skole, og tilbyder VG1 studiumspecialisering, VG1 hotel og madfag, VG1 helse og social og VG2 madfag. Myre er også hjemhavn for en fiskeflåde bestående af kuttere og trawlere. Bygden har vejforbindelse med fylkesvei 821 mod Sortland. Der er også en vej fra Myre til Alsvåg, Stø og Nyksund. Der er hurtigbådsforbindelse fra Myre til Skogsøya og de andre øer i den vestlige del af Øksnes kommune.
- Alsvåg med ca. 310 indbyggere ligger på den nordøstlige del af øen. Bygdens havn ligger i nærheden af gode fiskeområder. Alsvåg udvlklede med tiden en række fællesfunktioner for sit opland, blandt andet dampskibsanløb og fragtfart, og i nyere tid et slæbested og værksted. Alsvåg kirke er en langkirke i træ fra 1923, og restaureret og ombygget til kirke i 1949. Ved kirken står der en mindesten for seks mænd fra Langenes kommune som faldt i kamp under den 2. verdenskrig.
- Hovden ligger i den nordøstlige del af Bø kommune og er afgrænset af Malnesfjorden i øst og havet i nord og vest. Stedet ligger ved enden af Fv915.  Hovden er et  fiskevær som ligger i nærheden af de rige fiskefelter udenfor Vesterålen. I slutningen af 1900-tallet kom der mellem januar og april omkring 350 fiskere fra Vesterålen og fra andre dele af Nord-Norge for at deltage i torskefiskeriet.  Fiskeriet og forædlingen af fiskene har ført til mange arbejdspladser. Malnes omtales i dag som del af Hovden. Stedet som ligger syd og vest for Hovden, var det kirkelige centrum for den nordlige del af Bø indtil Malnes kirke blev flyttet i 1829. Udenfor Hovden ligger det fredede naturreservat Frugga med store forekomster af lunder og flere andre havfuglearter. Strandene Malnesstranden, Timstokkan og Finnbogsanden ved Hovden er domineret af hvidt sand.  Oldtidsfund viser at der har boet folk i Hovden siden folkevandringstiden eller tidligere.
- Nykvåg er et fiskevær med ca. 55 indbyggere på vestsiden af øen i Bø kommune. Nykvåg er blandt andet kendt for det 127 m høje fuglefjeld Gårdsnyken; som ligger i nærheden af bygden. Fuglefjeldet er fredet en del af Nykvåg/Nykan naturreservat. indløbet til havnen er beskyttet af moler. Turisme med blandt udlejning af rorbuer. Sydvest og vest for Nykvåg ligger holmene med fællesnavnet Nykan. De tre største af øerne, Fuglnyken, Måsnyken og Spjøten, har toppe på henholdsvis 104, 88 og 130 moh. Nykan har store havfuglkolonier og er fredet som en del af Nykvåg/Nykan naturreservat.
- Strengelvåg med ca. 200 indbyggere ligger nordøst for Myre. Bygden har blandt andet folkeskole, børnehave, dagligvarebutik. Nord og vest for Strengelvåg skærer den sandbankerige Strengelvågfjorden sig ind i Langøya. Fjorden krydses af en fylkesvei anlagt på en dæmning af sten. Dæmningen med gennemstrømningsrør bevirker at der er meget lille vandudskiftning i fjorden, og sammen med kloakudslippet har det gjort fjorden temmelig forurenet.
- Stø er et gammelt fiskevær på nordspidsen af Langøya. Stø har beholdt meget af det oprindelige præg som kendetegner de nordnorske fiskeværer, med fiskeri, havn og boliger. Der er muligheder for at komme på hval og fuglsafari.
- Gjerstad ligger på  nordsiden af Sortlandssundet mellem bygderne Grytting og og Rise. Fylkesvei 82 går gennem bygden.
- Grytting med ca. 125 fastboende indbyggere i Hadsel kommune på øens sydlige del, 16 km syd for Sortland og 12 km nord for Stokmarknes. Bygden har børnehave og et bageri. Der er et aktivt skimiljø, og der findes en 3,5 kilometer lang oplyst skiløbe og en stor springbakke. Der er fundet hustomter fra vikingtiden (ca. omkring år 1000) fra en høvdinggård, og omkring den er der gravhøje. Grytting ligger på Langøya, mellem Sortland (16 km) og Stokmarknes (12 km). Til  Stokmarknes lufthavn er der ca. 6 km.
- Sandnes med ca. 310 indbyggere, ligger i Hadsel kommune, på øens sydlige del. Stedet ligger ved Langøysundet, lige overfor Stokmarknes på øen Hadseløya. Der er folkeskole og en dagligvarebutik. Efter at der tidligere havde været forbindelse over sundet med motorbåd, blev der 30. november 1948 oprettet bilfærgeforbindelse mellem Sandnes og Stokmarknes, som var i drift til den 1. juli 1978, da broen Hadselbrua blev åbnet.

- Hovden
- Vejen mellem Myre og Nyksund
- Strengelvåg
- Midnatssol ved Holm
- Lifjorden på østsiden af Langøya
- Havnen i Nykvåg med fuglefjeldet i baggrunden
- Hadselbroen set fra Børøya

## Øens fjelde
- Snykolla (763 moh.) ved Øksnes er øens højeste fjeld. Det ligger i en fjeldrække blandt Stortinden, Nordtinden og Slettheia mellem Steinlandsfjorden og Lifjorden. Bestigningens sværhedsgrad er lidt over middel, og det er nødvendig med solidt fodtøj.
- Reka (også skrevet Ræka, nordsamisk: Goivo) ligger på vestsiden af Eidsfjorden og har en højde på 607 meter over havet.  Fjeldet kan ligner lidt bladet på en gammel jordspade. Det gamle samiske navnet Goivo betyder sneskuffe. Reka blev besteget første gang i 1902 af englænderne Mundal og Ouster.

## Øens naturreservater
- Nykvåg/Nykan naturreservat ligger mellem Sandvika og Nykvåg, og omfatter vestsiden af Bufjellet og havområdet udenfor fra Spjøten og Teisten i syd, til Fuglnyken og Saltværingan i nord. Arealet er på ca. 35 hektar, hvoraf 26 ha er havareal. Området er fredet for at beskytte flere vigtige ynglekolonier for havfugle.